# 1679

## Esdeveniments
Països Catalans
Resta del món
- Exploradors europeus descobreixen les Cascades del Niàgara.

## Naixements
Països Catalans
Resta del món
- 16 d'octubre - Louňovice, Bohèmia, Sacre Imperi: Jan Dismas Zelenka, compositor barroc (m. 1745).
- 24 de gener - Christian Wolff, filòsof alemany (m. 1754).

## Necrològiques
Països Catalans
Resta del món
- 18 de febrer - Londres: Anne Conway, filòsofa anglesa (n. 1631).[1]
- 4 de desembre - Hardwich Hall, Derbyshire (Anglaterra):Thomas Hobbes, filòsof anglès (n. 1588).[2]